# رالف لويس كوهن
رالف لويس كوهن (بالإنجليزية: Ralph Louis Cohen)‏ هو رياضياتي أمريكي، ولد في 1952.